# Moura Morta (Peso da Régua)
Moura Morta is een plaats (freguesia) in de Portugese gemeente Peso da Régua en telt 605 inwoners (2001).